# Twin Valley
Twin Valley é uma cidade localizada no estado americano de Minnesota, no Condado de Norman.

## Demografia
Segundo o censo americano de 2000, a sua população era de 865 habitantes.
Em 2006, foi estimada uma população de 805, um decréscimo de 60 (-6.9%).

## Geografia
De acordo com o United States Census Bureau tem uma área de
2,3 km², dos quais 2,3 km² cobertos por terra e 0,0 km² cobertos por água. Twin Valley localiza-se a aproximadamente 304 m acima do nível do mar.

## Localidades na vizinhança
O diagrama seguinte representa as localidades num raio de 24 km ao redor de Twin Valley.